# Михайлів Віталій Романович
Михайлів Віталій Романович (нар. 11 жовтня 2005) — український професійний футболіст, атакувальний півзахисник клубу «Минай».

## Ігрова кар'єра
Народився у Львові. Михайлів є вихованцем місцевої львівської молодіжної спортивної школи.
Він грав за «Львів» у молодіжному чемпіонаті України, а у вересні 2022 року Михайлів увійшов до основного складу цієї команди. Дебютував в українській Прем'єр-лізі за львів'ян, вийшовши на заміну в другому таймі, 11 вересня 2022 року у виїзному матчі проти київського «Динамо», у якому його команда програла 1:0.
З 2023 року виступає за «Минай». Станом на жовтень 2023 року в чемпіонаті за нову команду ще не дебютував.